# Postupice
Postupice (Duits: Postupitz) is een Tsjechische gemeente en voormalige marktstad in de regio Midden-Bohemen, en maakt deel uit van het district Benešov. Het dorp ligt op 9 kilometer afstand van de steden Benešov en Vlašim.
Postupice telt 1464 inwoners (2025).

## Etymologie
De naam Postupice is van patronymische oorsprong en verwijst, net als Potsdam , naar de naam van de stichter: Postupa of N(e)ostupa.

## Geografie
De gemeente bestaat uit de volgende plaatsen:
- Postupice
- Buchov
- Čelivo
- Dobříčkov
- Holčovice
- Jemniště
- Lhota Veselka
- Lísek
- Milovanice
- Miroslav
- Mokliny
- Nová Ves
- Pozov
- Roubíčkova Lhota
- Sušice
- Vrbětín

Postupice ligt aan de Chotýšanka, een zijrivier van de Blanice (Duits: Planitz).

## Geschiedenis

### Eerste vermelding en machtswisselingen
De eerste schriftelijke vermelding van het dorp dateert van 1205, toen ene Vchyna hier een landgoed schonk aan het klooster van Ostrov. In de veertiende eeuw stonden hier een fort en parochiekerk, waarvan de heren Kostka z Postupice de beschermers waren. In 1415 benoemde de zoon van de heer Zdeněk hier een priester, samen met zijn broer - eveneens Zdeněk geheten - aan wie hij Postupice overdroeg. Hoelang de familie Kostka Postupice uiteindelijk in bezit had, is niet bekend.
Tussen 1526 en 1536 was Václav Popovský z Bezejovice heer van Postupice. Hij liet het dorp voor de helft na aan zijn vrouw Alžběta z Talmberk en de andere helft aan zijn broer Přech. Alžběta stemde hier - na Václavs overlijden - niet mee in en moest door de rechtbank gedwongen worden dit alsnog te doen. In 1542 bezat zij de helft van het verlaten fort van Postupice met de bijbehorende goederen. De andere helft viel uiteindelijk in 1550 toe aan Magdaléna, de dochter van Přech. Haar erfgenamen verkochten dit deel in 1574 aan Pavel Malovec z Libějovice. Het deel van Postupice dat Talmberk in bezit had, kwam in 1566 in handen van Adam Předbor z Radešín en zijn zus Anna. Hoewel zij het dorp datzelfde jaar nog onderling verdeelden, stond Anna haar helft onmiddellijk na de overeenkomst af aan haar broer. Hij bezat het vervolgens tot aan zijn dood.
Adam Radešíns dochter Lidmila Říčanská z Radešín verkocht Postupice in 1580 in zijn geheel aan Pavel Malovec, die eerder al een deel in bezit had. In zijn testament liet hij Postupice na aan zijn vrouw Anna z Říčany, zodat het dorp na haar dood zou overgaan op Pavel z Říčany. Malovec stierf in 1584; Anna z Říčany twee jaar later, waardoor Pavel al snel de erfenis in handen kreeg. Hij bezat Postupice tot 1593 en droeg het toen over aan zijn vrouw Anežka. Zij deed het dorp reeds in 1596 van de hand; Jan de oudste z Říčany a na Popovice kocht het aan. Nog datzelfde jaar verkocht hij Postupice echter weer door aan Mstidruh Malovec z Malovice.
In 1598 werd Postupice aangekocht door Jiří z Talmberk; het bleef vervolgens meer dan honderd jaar in het bezit van deze familie. Jiří werd opgevolgd door zijn zoon Jan, die in 1663 al zijn bezittingen naliet aan zijn broer František z Talmberk a na Vlašim. Toen zijn zonen in 1665 de erfenis verdeelden, kwamen Jankov en Postupice toe aan zijn zoon Rudolf. Deze verkocht beide dorpen in 1694 aan zijn broer Jan Fr. Kryštof, bisschop van Hradec Králové. Na diens overlijden in 1698, erfde zijn minderjarige neef Jan František alles. Kort daarop werd Postupice bij Jemniště gevoegd.

### Stadsrechten en bloeiperiode
Onder Ferdinand František z Říčany werd Postupice in 1711 verheven tot marktstad met het recht op twee jaarmarkten. In de loop van 1712 werd een papierfabriek gesticht. In 1793 werd besloten om in Postupice een textielfabriek te openen. Als locatie werd de inmiddels opgeheven papierfabriek gekozen. De laatste papiermaker, František Geisler, droeg de fabriekshal over. De bouw van de textielfabriek werd in 1795 voltooid. Er werd zowel gebleekt als bedrukt katoen geproduceerd. Toen graaf Jindřich z Rottenhan zijn spinnerij in Červený Hrádek sloot, verplaatste hij de garenproductie naar de nieuw gebouwde spinnerij in de vallei bij Postupice, op een locatie genaamd Podlesí. Deze werd tussen 1803 en 1804 gebouwd. Voor Postupice zelf betekende deze bedrijvigheid een periode van bloei: het aantal woningen verdubbelde sinds en het aantal inwoners verachtvoudigde, van 97 naar 738. In 1863, toen de katoenprijs begon te stijgen als gevolg van de Amerikaanse Burgeroorlog en het daaruit voortvloeiende tekort, alsmede de prijsstijging van de grondstof, werd de onderneming weer opgeheven. 

### Na de hoogtijdagen
De sluiting van de textielfabriek en spinnerij zorgde voor een afname van het aantal inwoners. Had Postupice in 1859 nog 1126 inwoners, waren daar in 1868 nog 938 van over, en twee jaar erop telde de stad er nog maar 766. Ergens in deze periode verloor Postupice zijn stadsrechten. Postupice werd in 1868 samen met Jemniště verkocht aan graaf Zdeněk z Šternberk. Het kasteel van Jemniště is - afgezien van enkele gedwongen confiscaties - tot op heden in het bezit van zijn nazaten. Jemniště is thans een deelgemeente van Postupice.
Sinds 1960 maakt Postupice volledig deel uit van het district Benešov.

## Verkeer en vervoer

### Autowegen
Postupice is te bereiken via diverse regionale wegen. 

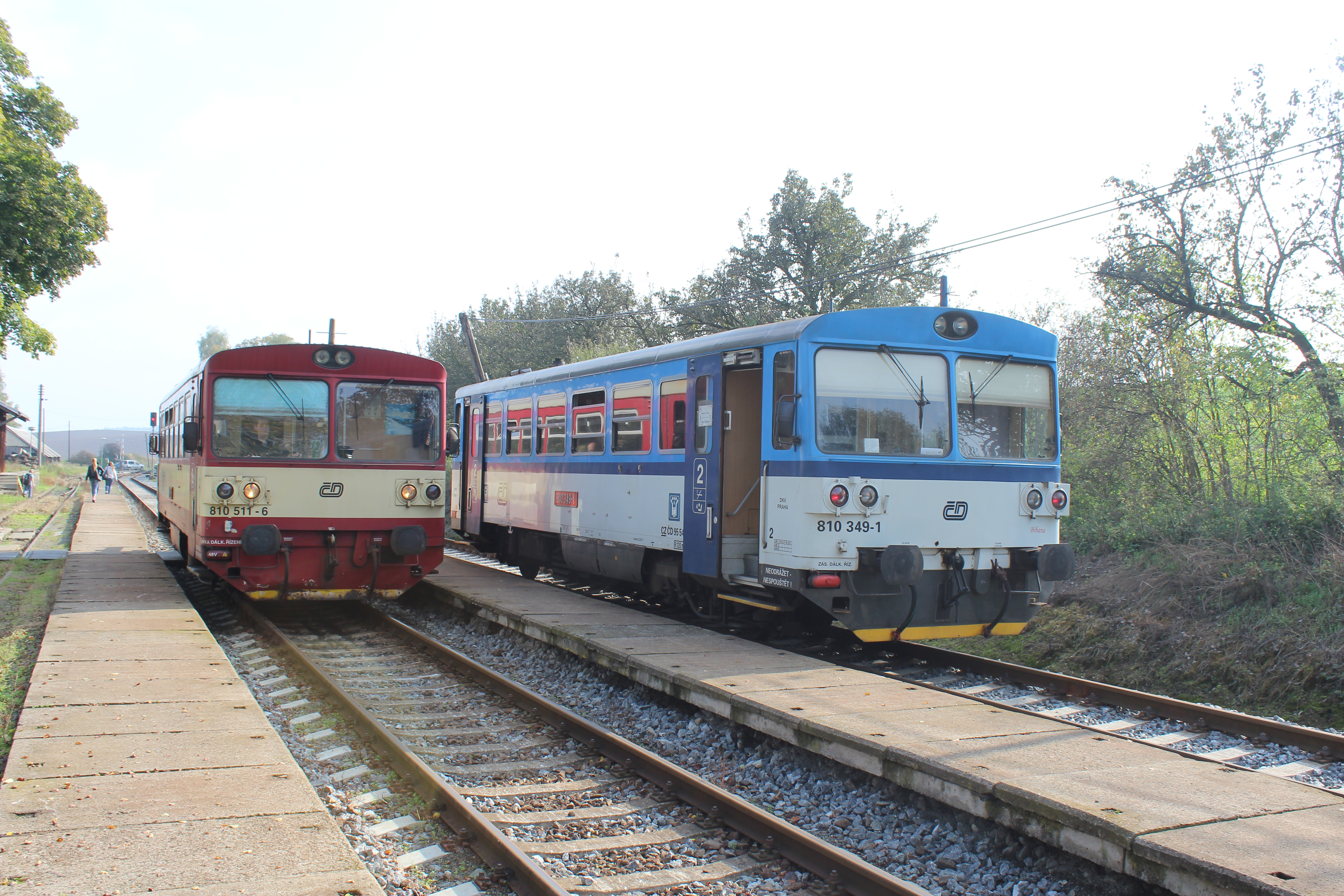
Treinen op station Postupice (2014)

### Spoorlijnen
De gemeente wordt doorkruist door spoorlijn 222 Benešov - Vlašim - Trhový Štěpánov. De lijn is enkelsporig en werd tussen Benešov en Vlašim in 1895 geopend. Op het grondgebied van de gemeente ligt station Postupice, in de deelgemeente Lísek, en de spoorweghaltes Dobříčkov en Lhota Veselka.

### Buslijnen
Er zijn diverse bushaltes in de gemeente, die Postupice en alle deelgemeenten verbinden met onder andere Benešov, Vlašim en Mladá Vožice.

### Fietsroutes
De volgende fietsroutes lopen door, of beginnen of eindigen in de gemeente:
- 0068: Čerčany - Struhařov - Jemniště - Pozov - Popovice - Jankov;
- 0069: Benešov - Vlašim - Pravonín;
- 0072: Postupice - Chotýšany - Divišov - Český Šternberk;
- 0094: Neveklov - Bystřice - Pozov - Postupice.

### Wandelroutes
De volgende wandelroutes lopen door of beginnen in de gemeente:
- Rood: Benešov - Louňovice pod Blaníkem - Mladá Vožice;
- Groen: Postupice - Kamenná Lhota - Bedřichovice;
- Geel: Postupice - Miroslav - Tomice.

## Bezienswaardigheden en voorzieningen
Tijdens de bloeitijd van Postupice was er een basisschool in het dorp. Thans zijn er een brouwerij, dorpscafé en bioscoop te vinden.
Andere bezienswaardigheden:
- Sint-Maartenskerk;
- Dorpskapel;
- Svatopluk Čechplein.

## Bekende inwoners
- Svatopluk Čech (1846–1908), een Tsjechisch schrijver die zijn jeugd doorbracht in Postupice en er naar school ging. Op het oude schoolgebouw is een gedenkplaat voor Čech aangebracht.

## Galerij

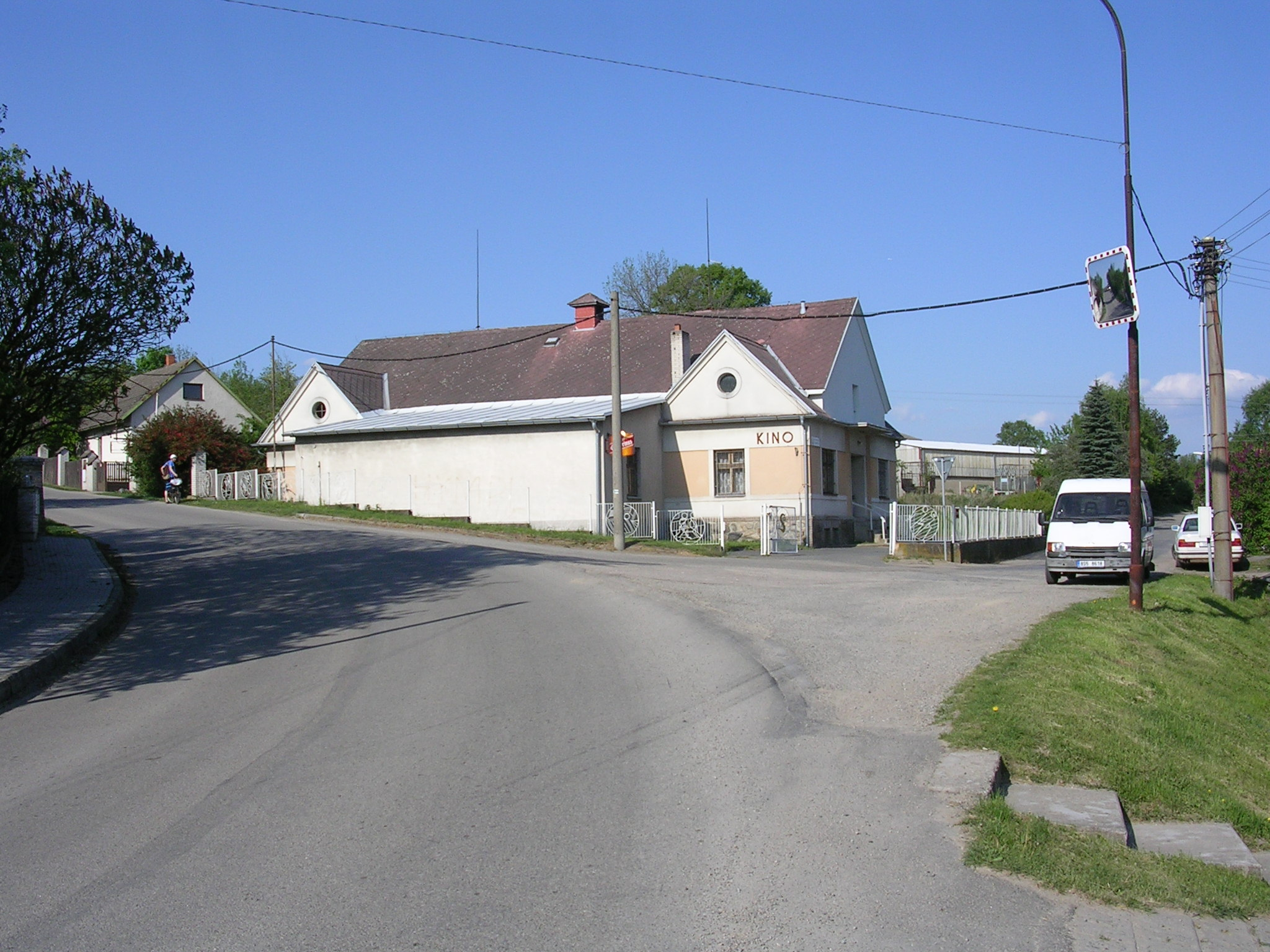
Bioscoop (2009)
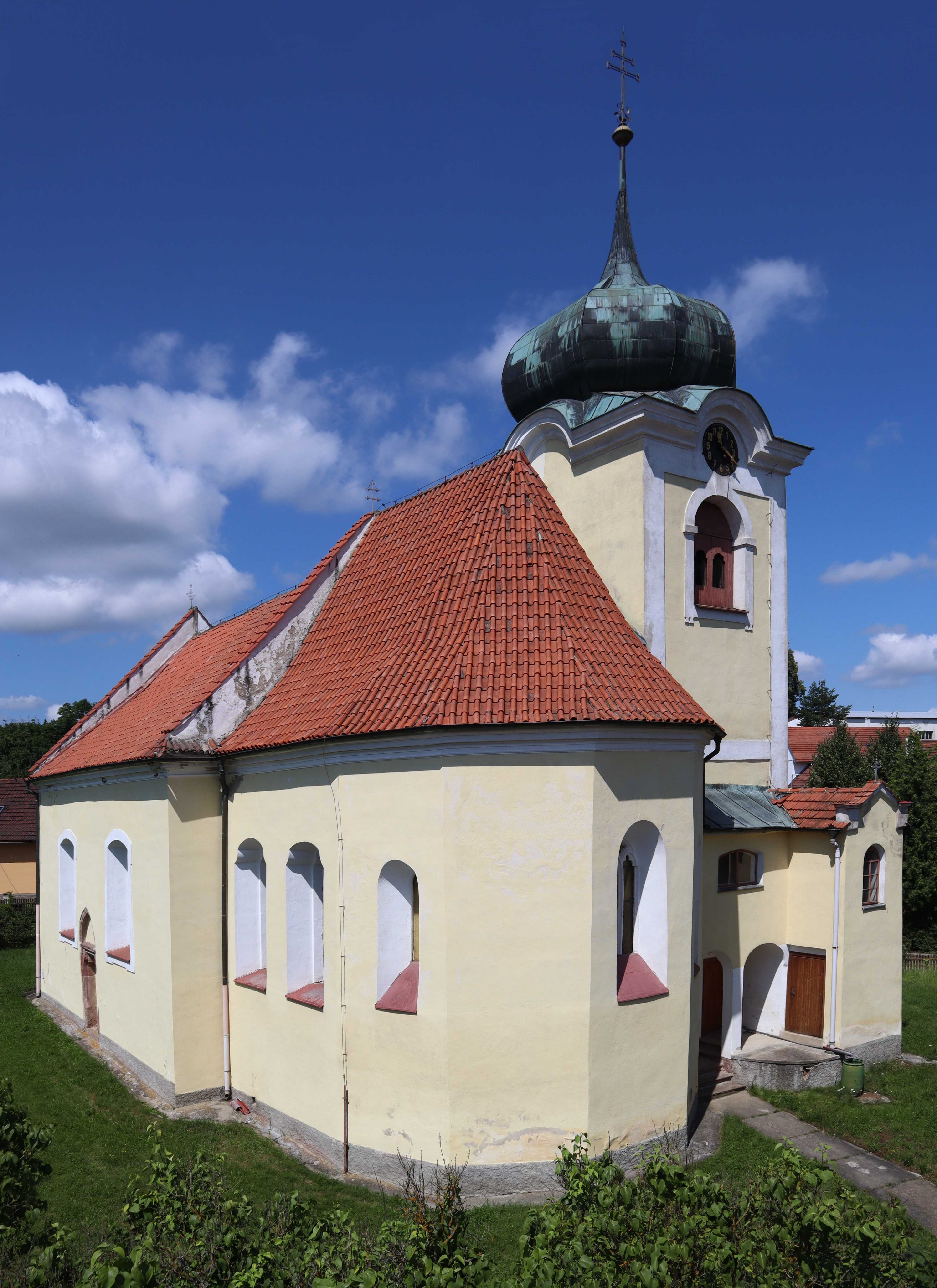
Sint-Maartenskerk (2021)
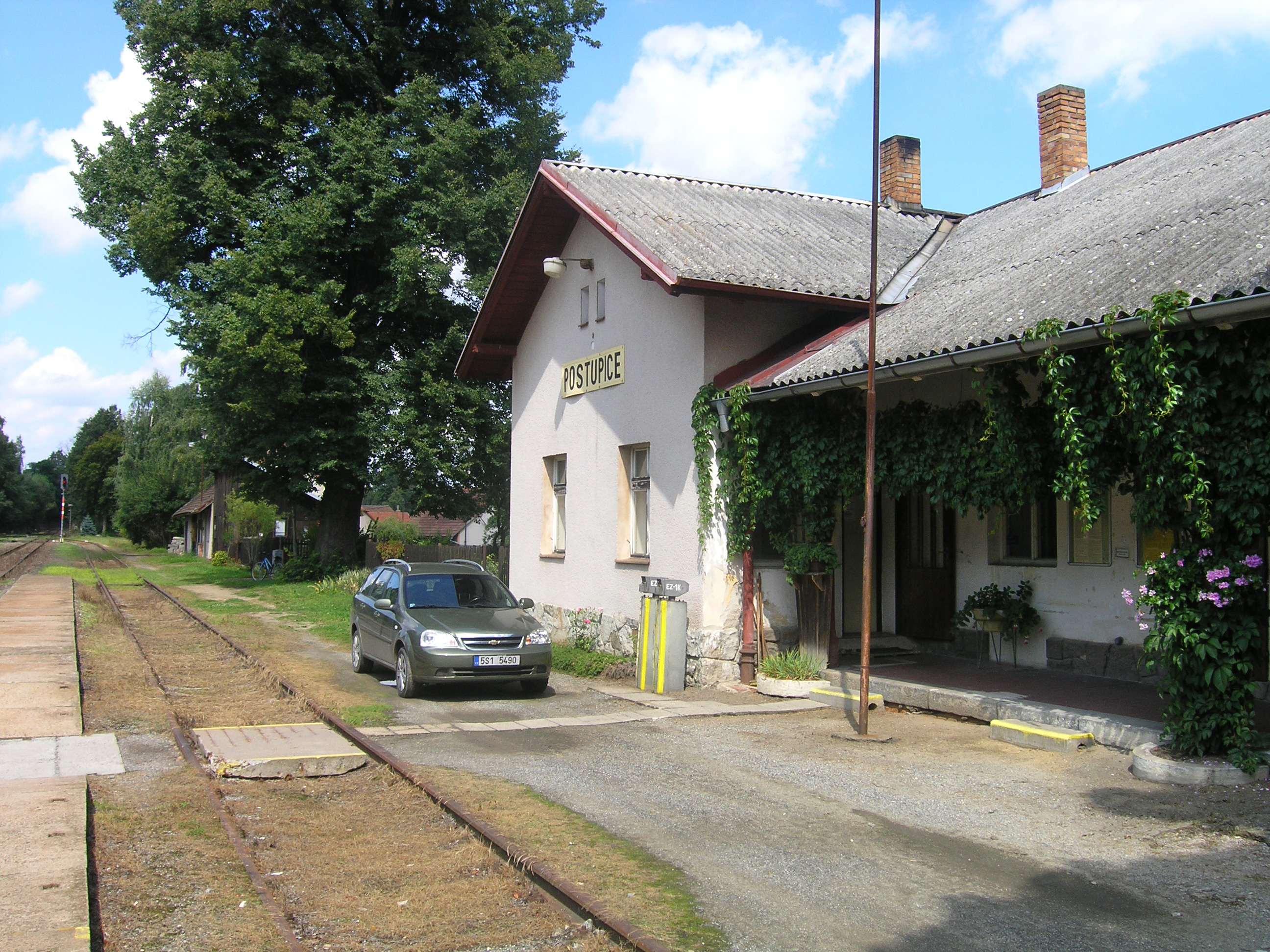
Station Postupice (2011)
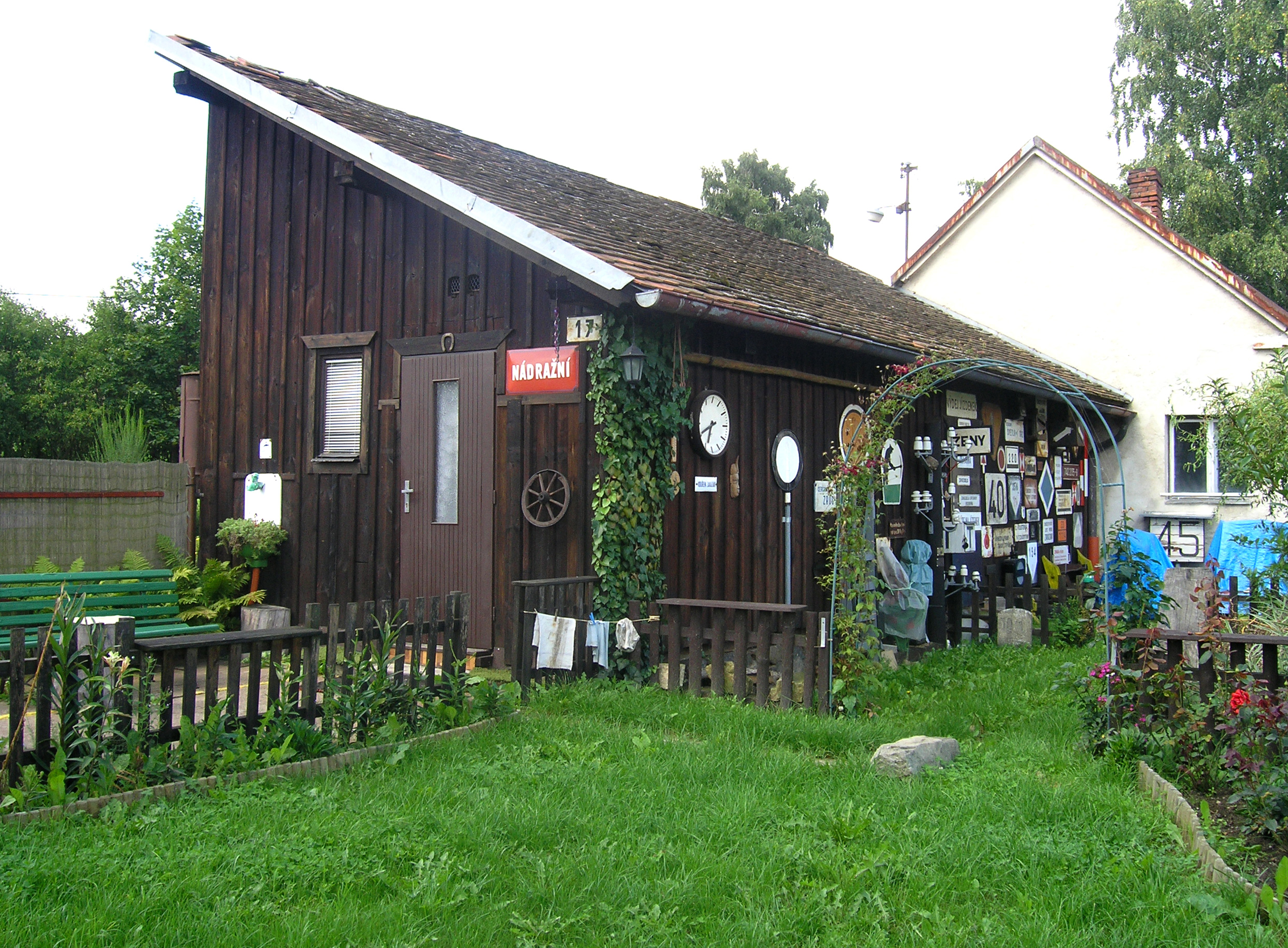
Stationsgebouw (2011)
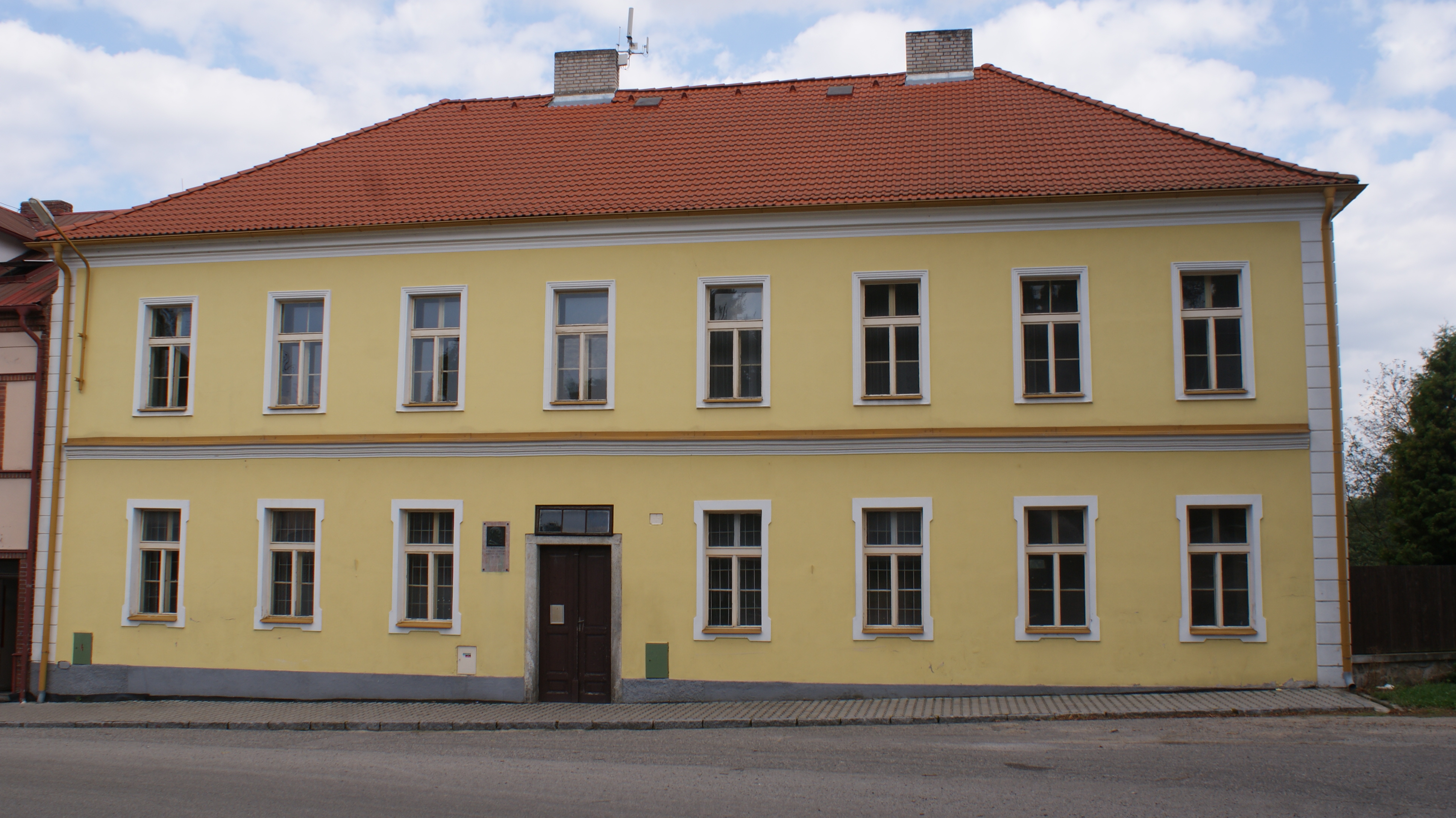
Voormalig schoolgebouw (2013)
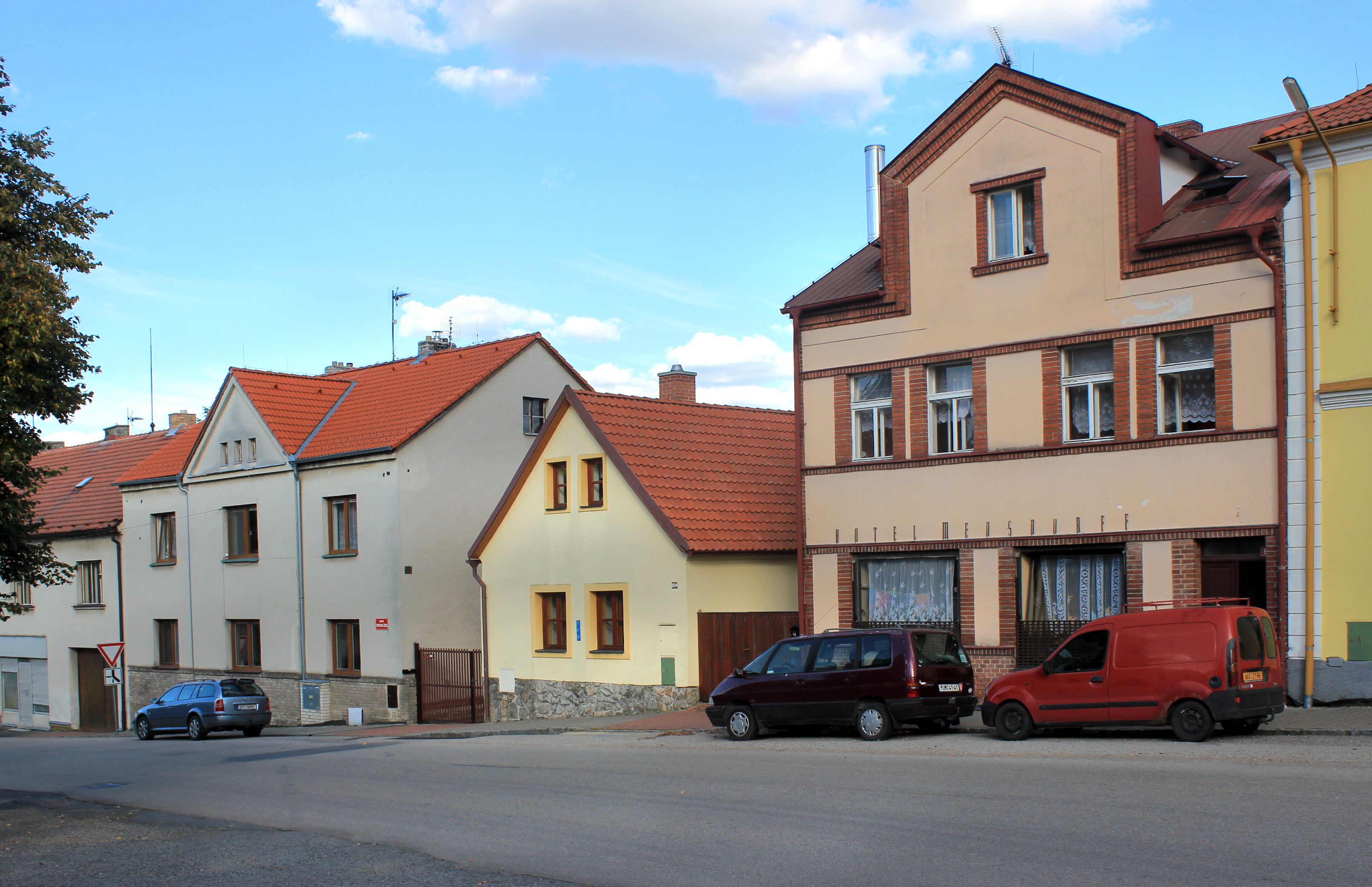
Svatuplu Čechplein (2015)